# Michal Habrda
Michal Habrda (*29. prosinec 1968, České Budějovice, Československo) je skladatel hudby, multiinstrumentalista, hudebník, filmař, kameraman, producent a zakladatel soukromé rozhlasové stanice Evropa 2 České Budějovice.

## Dětství a mládí
Michal Habrda se narodil 29. prosince 1968 v Českých Budějovicích do rodiny Františka Habrdy, který byl jedním z posledních uměleckých pasířů. Jeho matka Eliška, rozená Holubová, pracovala jako hlavní ekonomka jihočeského Českého červeného kříže. Má dva sourozence – staršího bratra Ivana a mladší sestru Elišku. Kromě rodičů nejvíce podpořili jeho umělecké směřování babička Eliška Holubová a strýc Ivan Holub, který působil jako divadelní herec.
Poprvé ho hudba výrazněji oslovila ve 13 letech díky cikánské kapele Bratři. V jejím čele stál zpěvák a baskytarista Josef Peter, u kterého absolvoval individuální lekce na baskytaru. Nebyl to však pouze big beat, který ho formoval, zajímal se také o filmovou a klasickou hudbu.
Roku 1981 si koupil první baskytaru (Jolana Typhoon) a nastoupil do hudební školy Otakara Jeremiáše (obor kontrabas/baskytara) k Josefu Štochlovi, kterou po 5 letech úspěšně dokončil.

## Hudební skupiny

### ATD (1983–1992)
V roce 1983 založil se spolužáky svou první kapelu ATD. Tvořil vlastní hudbu, psal texty a kapelu také producentsky a organizačně zaštiťoval. Prvním velkým úspěchem bylo pozvání do Československého rozhlasu, kde kapela natočila dvě vybrané písně. Natáčení proběhlo 15. dubna 1985 pod vedením Ivana Pokorného (Minnesengři). První nahranou písní byla skladba Jediný sen, ke které Michal napsal hudbu i text. Píseň byla vysílána v pořadu Mladá Vlna a poté několik dalších let v Československém rozhlase.
ATD se účastnilo různých veřejných vystoupení, festivalů a nahrávalo vlastní skladby pro Československý rozhlas. Kapela aktivně fungovala do jara roku 1987, kdy nastala pauza.
Roku 1987 nastoupil Michal Habrda na základní vojenskou službu, kde se dále věnoval hudbě, účinkoval s různými armádními hudebními uskupeními a zpíval v pěveckém armádním souboru. Po skončení základní vojenské služby zpíval ve smíšeném armádním pěveckém sboru Mládí, se kterým se zúčastnil vojenské celostátní přehlídky ASUT a dalších mezinárodních pěveckých soutěží.

### Leonardo (1992–1998)
V roce 1992 kapela ATD zanikla, ale ještě ten samý rok Michal Habrda vytvořil novou formaci, kapelu Leonardo. Michal pro ni vytvořil a zkomponoval repertoár. První oficiální album Procitám vyšlo 1. listopadu 1993. Píseň Odpusť, ke které natočili také videoklip, se úspěšně umisťovala v radiových hitparádách na předních příčkách. Také videoklip byl úspěšný, hrál se na všech celostátních televizních kanálech a stal se i první divokou kartou v pořadu ESO na TV Nova. Poté se Leonardo vydalo na koncertní turné a dále vystupovalo. Michal kapelu po celou dobu fungování produkoval a producentsky i organizačně zajišťoval. Přes všechny dosažené úspěchy Leonardo během roku 1998 ukončilo svou činnost.

### Kyberon
V roce 1999 Michal spoluzaložil kultovně-kontroverzní uskupení, ze kterého vzešla kapela Kyberon. Album vyšlo v květnu roku 2001 pod názvem 2-0-0-1 u mezinárodního vydavatele BMG. K tomuto albu byly natočeny videoklipy V atomový peci a Odhodil tělo.

## Producentská činnost

### Kristian (houslový virtuos)
Kristian Vacek  se narodil 17. října 1980 v tehdejším Československu. Od svých 3 let vyrůstal ve Finsku, kde vystudoval Toivo Kuula Institut ve Vaase. V roce 2000 se vrátil do České republiky. V roce 2001 navázal Kristian spolupráci s Michalem Habrdou, který jeho skladby komponuje, aranžuje a produkuje. Kristian propojuje virtuózní hru na housle s moderními akustickými a elektronickými nástroji. V Habrdově moderní úpravě zrealizoval svou první nahrávku Scherzo Tarantelle H. Wieniawskeho, kterou v květnu 2002 vydává mezinárodní společnost BMG/Czech Republic. V září roku 2009 vydává své debutové album Symbiosis, v roce 2014 vychází druhé album nesoucí název Esence.

## Studiová činnost
Po celou dobu se Michal Habrda věnuje studiové a producentské činnosti. V jeho hudebním studiu nahrává celá řada žánrově různorodých kapel a hudebních formací. Zajímá o komponování a aranžmá hudby i technické zpracování zvuku.
Od roku 1992 studiově spolupracoval s hudebníkem Pavlem Andělem Pokorným (Minnesengři). Společně upravovali a aranžovali celou řadu alb, která vydával například také Universal Music. Michal však nezůstal pouze u komponování a aranžování hudby a písní. Začal také skládat instrumentální hudbu pro dokumenty, filmy a reklamu.
V roce 1994 se stal provozovatelem a ředitelem soukromého nezávislého rádia. Roku 1996 získal vlastní licenci a založil rádio Evropa 2 České Budějovice na frekvenci 90,5 FM. Jako ředitel rádia mediálně podporoval řadu koncertů světových umělců (U2, Michael Jackson, Pink Floyd, The Rolling Stones, Phil Collins a další). Evropa 2 České Budějovice pod vedením Michala Habrdy fungovala i jako mediální partner a organizátor mnoha dobročinných a charitativních akcí. Organizaci dalších akcí se Michal Habrda věnuje dodnes.
Během svého fungování na Evropě 2 České Budějovice začal budovat své první audio studio. Postupně tak vytvořil vlastní multimediální studia, ve kterých od té doby vznikly stovky nahrávek včetně videoklipů, reklam i dokumentů. Poskytoval zde režisérské, producentské, aranžérské a technické práce včetně mixu a masteringu hudby. Zajímá se také o filmový obraz a jeho zpracování. Jako kameraman natočil množství video projektů, dokumentů a klipů.

### NuArt Media
Se starším synem Danielem v roce 2012 založili multimediální producentskou společnost NuArt Media, s.r.o., pod kterou spadá jejich nezávislé hudební vydavatelství NuArt Music, které od 6. března 2020 pro svou on-line distribuci hudby využívá švýcarskou společnost iMusician Digital AG. NuArt Media, s.r.o. je vyvrcholením dlouhodobých zkušeností multimediálního zájmu, propojuje filmová a hudební studia a poskytuje také producentské, organizační a technické služby hudebníkům, hudebním skupinám i filmařům.

## Diskografie

### Singly
- 2021 Věčné duše
- 2022 Industrial
- 2023 Running Earth 2068
- 2023 Together
- 2023 Stříbrné šípy
- 2023 Autumn Dreams
- 2024 Old Kingdom
- 2024 Autumn Dreams for Piano

### Alba
- 1992 90s demo tape
- 2007 The View (Original Motion Picture Soundtrack)
- 2008 Sixteen Stopovers (Original Motion Picture Soundtrack)
- 2015 The Right One (Original Motion Picture Soundtrack)
- 2015 Tavern (Original Motion Picture Soundtrack)
- 2017 Expectation (Original Motion Picture Soundtrack)
- 2017 The Cube (Original Motion Picture Soundtrack)
- 2018 From Hell to Hell (Original Motion Picture Soundtrack)
- 2024 Samhain (Original Motion Picture Soundtrack)

### Spolupráce
- 1993 Leonardo – Odpusť (singl)
- 1993 Leonardo – Procitám (album)
- 1993 Jakub Jan Ryba – Česká mše Vánoční (album)
- 1993 PF 1994 Rádia 21 (album)
- 1995 Leonardo – Sbírka z Kufru (album)
- 1995 Dobrou noc (album)
- 1996 Leonardo – Sbírka snů (album)
- 1997 Ještě jednou šťastné a veselé (album)
- 1998 Ex Leonardo – Ke hvězdám (album)
- 2000 Skoks – Po proudu (album)
- 2001 Jižní sprcha (album)
- 2001 Kyberon – 2-0-0-1 (album)
- 2002 Kristian – Tarantule (singl)
- 2002 Pějme píseň dokola (album)
- 2002 Mechanical orange – Call orange (album)
- 2004 Blamage – Vzpoura otroků (album)
- 2005 Yana – Planeta srdce (album)
- 2007 Sichrhajs – Show! buzzyness radio (album)
- 2009 Kristian – Symbiosis (album)
- 2012 Kristian – Essence (album)
- 2013 Gabreta – Síla v nás (album)
- 2014 Gabreta – Motor (singl)
- 2014 Pampalini Funky Jam – Wonder (singl)
- 2015 Trio Ridente – Antonín Dvořák – Moravské dvojzpěvy (album)
- 2018 Dědek Band – The Blues (album)
- 2019 Honza Kirk Běhunek – ... for workshop (album)
- 2021 Seven – RNR (album)
- 2022 EUROPIA – MMXXII (album)
- 2022 Dědek Band – 2 (album)